# Tiên Dược
Tiên Dược là một xã thuộc huyện Sóc Sơn, thành phố Hà Nội, Việt Nam.
Xã có diện tích 12,92 km², dân số năm 2022 là 5.140 người, mật độ dân số đạt 397 người/km².

## Địa lý
Vị trí xã Tiên Dược theo hướng Nam - Bắc nằm từ KM 28 - KM 32 trên trục đường quốc lộ 3 hướng Hà Nội - Thái Nguyên và từ KM 8 - KM 12 theo đường 131 hướng Tây - Nam.
Xã Tiên Dược có vị trí địa lý:
- Đông giáp xã Đức Hòa
- Tây giáp xã Quang Tiến
- Nam giáp xã Đông Xuân
- Bắc giáp thị trấn Sóc Sơn
- Tây Nam giáp xã Mai Đình
- Tây Bắc giáp xã Phù Linh.

Xã gồm các thôn xóm: Dược Thượng, Dược Hạ, Đồng Chầm, Đồng Lạc, Lương Châu, Thanh Hà và phố Miếu Thờ.

## Giao thông
Xã Tiên Dược có các tuyến đường huyết mạch chạy qua như:
- Quốc lộ 3
- Đường 131